# Allopusillimonas
Allopusillimonas es un género de bacterias gramnegativas de la familia Alcaligenaceae. Actualmente contiene una sola especie descrita: Allopusillimonas ginsengisoli. Fue descrito en el año 2023. Su etimología hace referencia a otra Pusillimonas. Anteriormente conocida como Pusillimonas ginsengisoli. Es aerobia y móvil. Tiene un tamaño de 0,3-0,6 μm de ancho por 0,5-0,8 μm de largo. Forma colonias amarillas, circulares y con márgenes enteros en agar NA tras 5 días de incubación. Temperatura de crecimiento entre 15-40 °C, óptima de 30 °C. Catalasa y oxidasa positivas. Tiene un genoma de 4,5 Mpb y un contenido de G+C de 57,3%. Se ha aislado del suelo en un campo de ginseng en Daejeon, Corea del Sur. 